# Baye (Bankass)
Pour les articles homonymes, voir Baye.
Baye  et une localité et une commune rurale malienne,  chef-lieu d'arrondissement dans le cercle de Sokoura, dans la région de Bandiagara.

## Histoire
En 2023, la commune est soustraite du cercle de Bankass et versée en dans le cercle de Sokoura.

## Villages
La commune s'étend sur 32 localités relevées lors du recensement général de 2009. 
Les villages les plus peuplés sont :
- Pissa (5 776 habitants)
- Baye (4 945 habitants)
- Songoré (4 694 habitants)